# 勝利體育事業
勝利體育事業股份有限公司，或稱VICTOR勝利體育，總部位於台北市南港區，為全球第二的羽球運動品牌，由陳登立於1968年創辦勝利羽毛球社。現為丹麥國家羽毛球隊以及台灣選手戴資穎與马来西亚选手李梓嘉的主要贊助商，並曾多次贊助世界羽聯所舉辦的羽毛球大型賽事。

## 歷史沿革
創辦人陳登立畢業於國立成功大學工業生產管理系，在擔任味全創辦人黃烈火先生的祕書期間，因看到羽毛球的商機，進而投入羽球市場。1968年10月10日成立了勝利羽毛球社，憑藉在成功大學所學的工業生產管理專業知識，解剖各種高檔、中低檔的羽毛球，研究重量、長度、羽毛插入的深度、角度等基本結構，模擬做出成品，並建立一套標準的生產流程，再提供給羽球選手試打。經過日以繼夜不斷地改良，終於研究出符合世界級比賽水準的羽毛球。甫上市立刻出現供不應求的狀況，並在2年後銷售量超越了當時的領導品牌，成為台灣市佔率第一的羽毛球品牌。
1980年建立球拍廠，並特聘了研究員，專門研究市場上的球拍，瞭解品質的規範，當時市面上球拍材質均使用鐵或鋁合金材質，VICTOR又再聘請專家開始研發全碳纖維球拍，VICTOR的第一支碳纖維球拍在這一年誕生。同年，VICTOR首次在歐洲冠名「VICTOR CUP」洲際羽球比賽，贊助了比賽用球，VICTOR品牌名稱揚名海外。
1983年VICTOR繼續擴展產品線，開始設計生產服裝。
勝利在臺灣獲得了成功，出現了供不應求的狀況。為了保證充足的供應量，陳登立先在中國大陸的珠海建立羽球臨時生產基地，之後考慮安徽省蕪湖市是羽毛集散中心，而鄰近的南京因人才多，交通便利，於是選擇南京作為產品基地。1994年1月1日，基地正式投入生產，這也成了VICTOR在中國大陸發展的起跑點。
為提高品牌知名度，開始積極與世界各知名球星接觸。1999年贊助著名羽球運動員陳鋒，並且贊助中華台北羽球公開賽、中國羽毛球公開賽、天王挑戰賽。自此，相繼與世界冠軍陳宏、臺灣黃金女雙選手程文欣、泰國混雙組合蘇吉、薩拉莉、馬來西亞國手陳重名、鄒俊英等世界名將簽約。每次研發出新產品，都會先拿給這些選手試用，再收集建議、回饋改進。
2009年，與韓國國家羽毛球隊正式簽訂贊助合約，提供其全套專業羽球裝備，寫下歷史性的一頁。並於同年又再與菲律賓國家羽毛球隊簽約。在合作夥伴的共同努力下，攜手向更高的目標邁進。
自2010年起贊助超級系列賽之一的韓國公開賽。此外，更將於2011年開始，協同韓國羽協大力推廣羽球運動，合作將韓國公開賽總獎金提升到破紀錄的120萬美元，創下頂級超級系列賽史上最高獎金。
2013年10月，VICTOR與中央電視台合作，成為央視“誰是球王”中國羽毛球民間爭霸賽指定裝備供應商，繼此之後VICTOR又冠名贊助2013年世界羽聯超級系列賽頂級賽中國羽毛球公開賽。
2014年12月，VICTOR成為“2014-2015中國羽超聯賽合作夥伴”及服裝贊助商。
2015年3月，VICTOR成為馬來西亞國家羽毛球隊贊助商，並協辦三月底的BWF馬來西亞超級系列頂級羽球公開賽，提供大會用球等器材。同時，馬來西亞青少年羽球代表隊也將獲得VICTOR贊助。             
2016年初發表震撼超跑聯名新作、由義大利車廠藍寶堅尼(Automobili Lamborghini)官方指定授權的羽毛球限量商品，作為全新EPIC超能系列的極致工藝創始作。同年8月，VICTOR簽約球星在里約奧運斬獲一金二銀一銅的佳績——印尼混雙利利亞納·納西爾與通托維·艾哈邁德奪得奧運混雙金牌，為VICTOR贊助選手中首面奧運金牌；兩面銀牌則是由馬來西亞男雙陳蔚強／吳蔚昇、混雙陳炳順／吳柳螢奪得，而韓國的鄭景銀／申昇瓚則獲得銅牌。同年底，台灣選手戴資穎於女單世界排名登頂，並獲世界羽聯年終賽女單冠軍。      
2017起，VICTOR及展現要繼續深耕羽球的決心，除了於年初簽約前世界球后王適嫻為全球形象代言人，更三度攜手成功續約韓國羽毛球國家隊。上半年VICTOR成果豐碩，世界球后戴資穎 以及韓國女雙 李紹希/張藝娜一舉在2017全英公開賽拿下女單、女雙冠軍。VICTOR長期贊助的選手戴資穎更創下BWF奪冠紀錄，從2016年底的香港超級賽、杜拜超級系列賽總決賽到2017年的全英公開賽、馬來西亞頂超賽、新加坡超級賽冠軍，創下跨季17連勝、5連冠的紀錄。國際賽中征戰不斷的台灣選手男單王子維在德國公開賽擊敗奧運金牌谌龙，一戰成名，世界排名大躍進到16，男雙李洋/李哲輝世界排名亦躍進第10，成為世界羽壇的新星，對VICTOR別具意義。
2017年6月27日，VICTOR成為丹麥國家羽毛球隊贊助商，與丹麥羽球協會簽下五年長期合作協議，正式成為官方合作夥伴，未來丹麥國家隊將身著VICTOR戰袍征戰國際團體賽事，2017-2021年丹麥公開賽也將同時由VICTOR擔任官方器材贊助商，同時也將成為賽事第二冠名贊助商。
VICTOR除贊助菁英選手之外，亦關注基層羽球發展，同時贊助清晨盃、全中運以及全大運羽球相關國內外賽事活動。
2017年八月在台北舉辦的《台北2017世界大學運動會》是台灣史上舉辦最高等級的國際賽事，VICTOR將以指定官方供應商的身分支持這項體壇盛事。
2018年7月18日，VICTOR成為2018至2021年中國羽球公開賽冠名贊助商，提供比赛器材和專業服務。
2018年11月，與韓國國家羽毛球隊解約。

## 主要簽約選手和球隊

### 選手

#### 中華民國
- 戴資穎
- 王子維
- 許雅晴
- 郭冠麟
- 廖倬甫
- 李佳豪

#### 泰國
- 坎塔蓬·旺差倫

#### 日本
- 西本拳太
- 奈良岡功大

#### 印度尼西亞
- 穆罕默德·阿赫桑
- 亨德拉·塞蒂亞萬
- 格雷西婭·波利
- 阿普里亞尼·拉哈育
- 西蒂·法迪亞·席爾瓦·拉馬丹蒂
- 普拉穆迪亞·庫蘇馬瓦達納·里揚托
- 耶烈米亞·埃里克·約舍·雅各布
- 奇科·奧拉·德維·瓦多約
- 普拉文·喬丹
- 梅拉蒂·达伊瓦·奥克塔维亚尼

#### 印度
- 阿什維尼·蓬納帕
- 普兰诺伊·哈塞纳·苏尼尔·库马尔

#### 马来西亚
- 李梓嘉[5]
- 賴沛君[6]
- 陳健銘[6]
- 吳塤閥[6]
- 賴潔敏[6]
- 吳世飛[7]
- 努·伊祖丁[7]

### 企業球團
- 合作金庫羽球隊
- 義果茶聖殿羽球隊

### 國家代表隊
- 丹麥國家羽毛球隊
- 法國國家羽毛球隊

## 外部連結
- 台灣官方網站
- 勝利體育事業的Facebook專頁
- 勝利體育事業的Instagram帳戶
- YouTube上的勝利體育事業頻道